# 新西爾卡 (德拉日尼亞市鎮)
49°14′43″N 27°19′15″E / 49.24528°N 27.32083°E

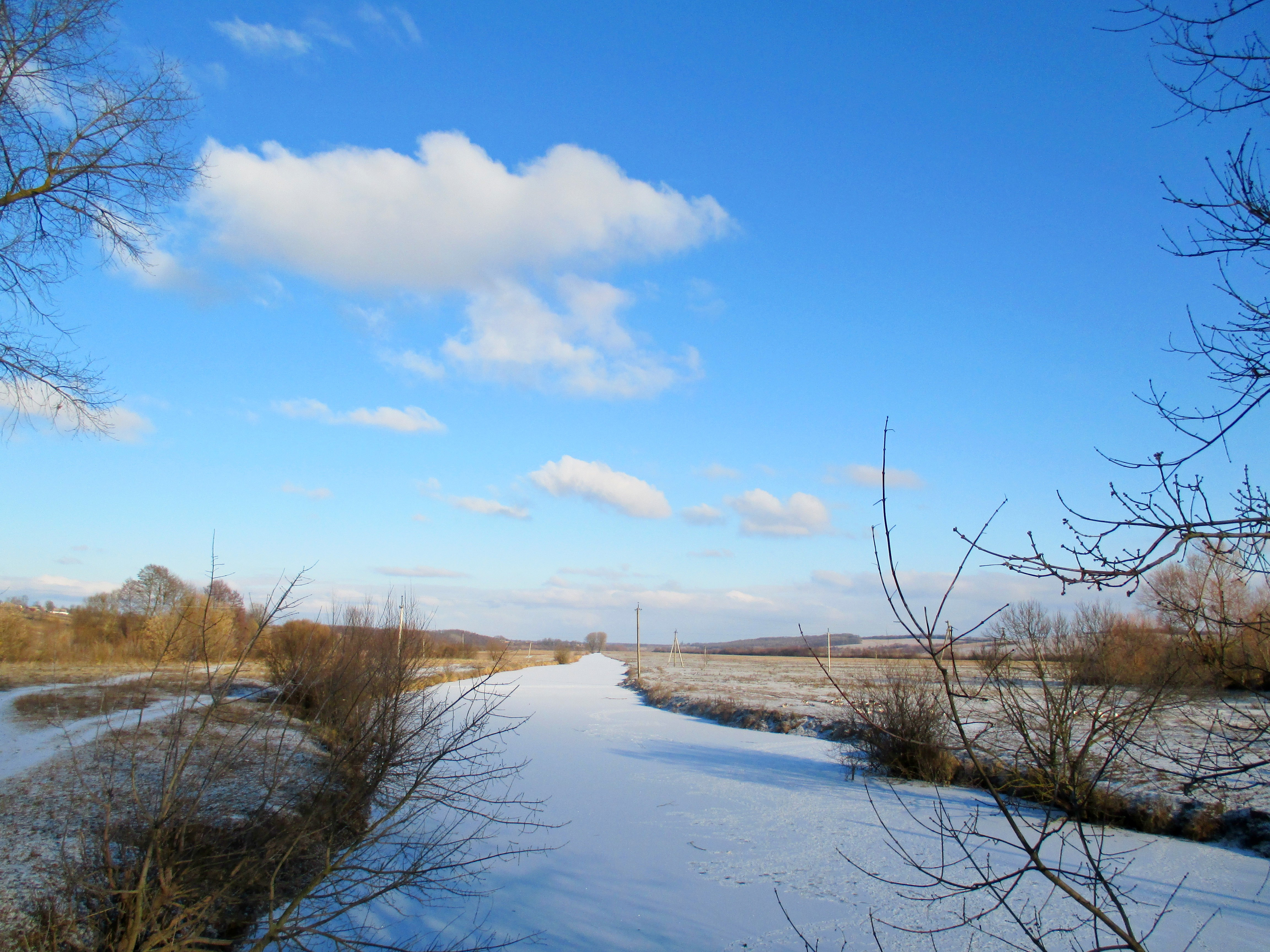

新西爾卡（烏克蘭語：Новосілка）是位於烏克蘭西部的村莊，由赫梅利尼茨基州裡赫梅利尼茨基區的德拉日尼亞市鎮負責管轄。該村處於沃夫喬克河畔，始建於1404年，面積1.51平方公里，海拔高度278米，2001年人口534。